# Virginia Triple Iron Triathlon
Le Virginia Triple Iron Triathlon, anciennement le Odyssey Triple Iron Triathlon, est une compétition d'ultra-triathlon organisée en Virginie aux États-Unis entre depuis 1999 sur le site USA Ultra Triathlon. L'épreuve consiste à enchaîner 11,4 km de natation, 540.7 km de cyclisme et 126,6 km de course à pied, c'est-à-dire des distances triples de celles de l'ironman.

## Format de la compétition
En 2006, le parcours était le suivant :
- natation : 36 boucles de 322 m dans le Lake Anna ;
- cyclisme  : 69 boucles de 7,84 km sur route ouverte dans le parc d'État ;
- course à pied : 39 boucles de 3,24 km sur route ouverte dans le parc d'État.

## Palmarès
En 2002, Arthur Puckrin a terminé en 57 h 16 min à l'âge de 64 ans sur ce parcours, un record consigné dans le Livre Guinness.
| Année | Partants | Lieu                 | Homme                | Homme       | Femme               | Femme       |
| Année | Partants | Lieu                 | Nom                  | Temps       | Nom                 | Temps       |
| ----- | -------- | -------------------- | -------------------- | ----------- | ------------------- | ----------- |
| 1999  |          | Colonial Beach       | Chet Blanton         | abandon     | —                   | —           |
| 2000  | 6        | Colonial Beach       | Christopher Bergland | 38 h 46 min | —                   | —           |
| 2001  | 4        | Lake Anna State Park | Christopher Bergland | 48 h 05 min | —                   | —           |
| 2002  | 6        | Lake Anna State Park | Christopher Bergland | 45 h 40 min | Eileen Steil        | abandon     |
| 2003  | 8        | Lake Anna State Park | Beat Knechtle        | 51 h 20 min | Kathy Roche-Wallace | 55 h 04 min |
| 2004  | 8        | Lake Anna State Park | Giacomo Maritati     | 44 h 13 min | Kathy Roche-Wallace | 52 h 06 min |
| 2005  | 11       | Lake Anna State Park | Beat Knechtle        | 50 h 18 min | Kathy Roche-Wallace | 51 h 47 min |
| 2006  | 9        | Lake Anna State Park | Beat Knechtle        | 52 h 58 min | Kathy Roche-Wallace | 54 h 46 min |